# قاسم أباد (اسماعيلي كرمان)
قاسم أباد (بالفارسية: قاسم‌آباد) هي منطقة سكنية تقع في إيران في منطقة إسماعيلي. يقدر عدد سكانها بـ 822 نسمة بحسب إحصاء 2016.